# Сайка (хлеб)
Са́йка — небольшая булка из круто замешанного пшеничного теста. Традиционно изготавливается в России, Белоруссии и Украине. Обычно сайки имеют продолговато-овальную форму. Существует несколько вариантов приготовления саек, в том числе с добавлением изюма.
Слово произошло от эстонского *сая — эст. sai, в родительном падеже saia «белый хлеб», путём добавления суффикса -ка.
По наиболее распространённой версии, рецепт приготовления саек появился на Руси в конце XVII — начале XVIII века от новгородских купцов, перенявших его у жителей Прибалтики. Данную версию подтверждает и то, что на эстонском  и финском языках (эст. sai, фин. saija) означает «белый хлеб». Белый хлеб был более дорогим, его предлагали гостям на свадьбе, и, возможно, составное слово, которое изначально использовалось в этом случае, было saaja-leib — «свадебный хлеб», «свадебный каравай» (в свою очередь от saajad — «венчание, свадьба», дословно — свадебный поезд, поезжане, свадебники, свадебные гости, гости на свадьбе со стороны жениха).
Самое раннее упоминание в литературе о сайках находится в «Словаре кандиторском, приспешничем, дистиллаторском…», изданном Василием Лёвшиным в конце XVIII века. В 1848 году о сайках упоминается в труде этнографа Александра Терещенко «Быт русского народа»:

Крупчатые и пшеничные хлебы были не что иное, как сайки. Они доселе в славе, и лучшие из них можно иметь в Москве на красной площади, недалеко от царского амвона, у пекаря Румянцова, который здесь продаёт их, и они слывут румянцевскими сайками…
Владимир Гиляровский в книге «Москва и москвичи» писал о появлении такого типа булочек как «сайка с изюмом», о булочной Филиппова и генерал-губернаторе Арсение Андреевиче Закревском, очерк «булочники и парикмахеры» (легенда о попадании таракана в тесто).
Начиная с советского периода сайки изготавливались «блоками» по 4—6 булочек в каждом, которые при штучной продаже разламывались.